# Rho2 Arae
Rho2 Arae (ρ2 Arae, förkortat Rho2 Ara, ρ2 Ara) är en ensam stjärna belägen i den mellersta delen av stjärnbilden Altaret. Den har en skenbar magnitud på 5,54 och är svagt synlig för blotta ögat där ljusföroreningar ej förekommer. Baserat på parallaxmätning inom Hipparcosuppdraget på ca 6,3 mas, beräknas den befinna sig på ett avstånd på ca 520 ljusår (ca 159 parsek) från solen.

## Egenskaper
Rho2 Arae är en blå till vit underjättestjärna av spektralklass B9 IV eller B9 V, vilket anger att den ligger nära underjättestadiet med en uppskattning av att den avverkat 93 procent av dess tid på huvudserien. Den har en beräknad massa som är ca 3,4 gånger större än solens massa, en radie som är ca 4,4 gånger större än solens och utsänder från dess fotosfär ca 238 gånger mera energi än solen vid en effektiv temperatur av ca 10 500 K.